# AN-M59
AN-M59 – amerykańska bomba burząca wagomiaru 500 funtów. Była stosowana podczas II wojny światowej przez lotnictwo US Navy i USAAC.
Korpus bomby AN-M59 był grubszy niż korpus bomby burzącej AN-M65. Dzięki temu AN-M59 mogła być używana do zwalczania lekkich fortyfikacji i słabo opancerzonych okrętów. Bomba była uzbrojona zapalnikiem tylnym AN-M102A2.